# Tres principis no nuclears
Després de la caiguda de les bombes atòmiques sobre Hiroshima, el 6 d'agost de 1945, i a Nagasaki tres dies després, el Japó, el 1967, va adoptar el que es coneix com Els tres principis antinuclears.

## Els tres principis
Aquests tres principis són i consisteixen en el següent:
- Principi de no producció d'armes nuclears: amb aquest principi el Japó es compromet a no fabricar cap arma de tipus nuclear.
- Principi de no possessió d'armes nuclears: d'aquesta manera, en cap moment el Japó es va aprovisionar d'armes de tipus nuclear.
- Principi de no autorització d'armes nuclears sobre el seu territori: amb l'objectiu que cap país limítrof pugui abastir d'armes de tipus nuclear.

## A què ha portat
Tot això ha afavorit que el Japó, avui dia, s'hagi convertit no només en un país pacífic, sinó també pacifista, adoptant aquestes mesures i respectant i ratificant fins al moment de la creació d'aquest article. I no només això, sinó que altres països s'han sumat a la iniciativa, declarant en igualtat de condicions, i adoptant de la mateixa manera aquests tres mateixos principis.